# Raksajaya
Raksajaya is een bestuurslaag in het regentschap Tasikmalaya van de provincie West-Java, Indonesië. Raksajaya telt 4856 inwoners (volkstelling 2010).